# Pla d'Avaria
El pla d’Avaria o pla d'Abària és una esplanada ubicada al principi del Barranc del Regatxol (el Mascar).
Dins del Pla d’Avaria hi ha el Refugi del Pastor, l'Estació Metereològica i la Font dels Bassiets, entre altres punts d'interès.